# История цивилизаций Индии
«История цивилизаций Индии» (фр. Les Civilisations de l'Inde) — книга французского философа, врача, археолога и социального психолога Гюстава Лебона, автора известной книги «Психологии масс». По поручению французской Академии Наук Лебон отправился в 1884 году в Индию для систематического изучения культурного наследия этой страны. Результатом этой поездки стала книга «История цивилизаций Индии», изданная Лебоном в 1887 году в объёме 743 страниц, богато иллюстрированная 350 гравюрами и фотографиями, 7 литографиями и 2 картами. В этом труде Лебон подвергает фундаментальному исследованию истоки, развитие и взаимное влияние друг на друга различных культур на полуострове Индостан. Начиная с прихода ариев в Индию и до расцвета исламской культуры в книге последовательно раскрываются основные черты культурного наследия Индии. Книга пережила многочисленные переиздания и по сей день пользуется спросом во многих странах мира. На сегодняшний день переводов на русский язык нет.

## Краткое содержание книги

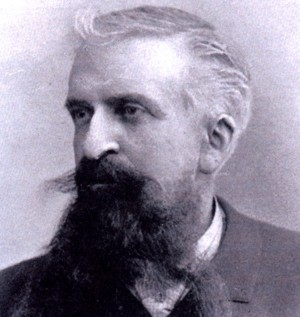
Гюстав Лебон

Культурную историю полуострова Индостан Лебон делит соответственно её древности на периоды Вед, брахманизма, буддизма, нео-брахманизма и индуистко-исламский период и, соответственно этим периодам, Лебон различает самостоятельные культуры или цивилизации на территории Индостана, которые сменяли друг друга, впитывая в себя влияние предыдущего периода и одновременно развивая свои собственные культурные элементы, характерные только отдельно взятому периоду. При этом на развитие этих культур в Индии через завоевания или торговые связи постоянно влияли развитые в прошлом цивилизации Египта, Персии, Древней Греции и Рима, а также исламской цивилизации. Отличительной чертой цивилизаций Индии Лебон называет их исключительную способность растворять в себе чужеродные культурные влияния (абсорбция), при этом преобразуя их на собственный лад и не отказываясь от своих основных культурных элементов. Единственным примером такой культурной устойчивости против внешних влияний Лебон называет Египет, который до прихода мусульманских арабов в основе своей не изменял своей культуре вследствие завоеваний персов, греков и римлян. Но обе высокоустойчивые цивилизации, в особенности Египет, не выдержали культурного влияния ислама, который Лебон называет наиболее сильной культурой в мире по степени своего воздействия на иные культуры.
Характерная для Индии кастовая система (каста — «чистая порода», раса), которая ещё размыто и слабо выражена в Ведах, обретает свои жесткие законы в период брахманизма в «законах Ману», когда арии, светлокожие чужеземцы, носители культуры и письменности, увидели себя среди примитивного, местного, темнокожего населения, угрожающего ариям поглощением и растворением в своем безмерно большем количестве.

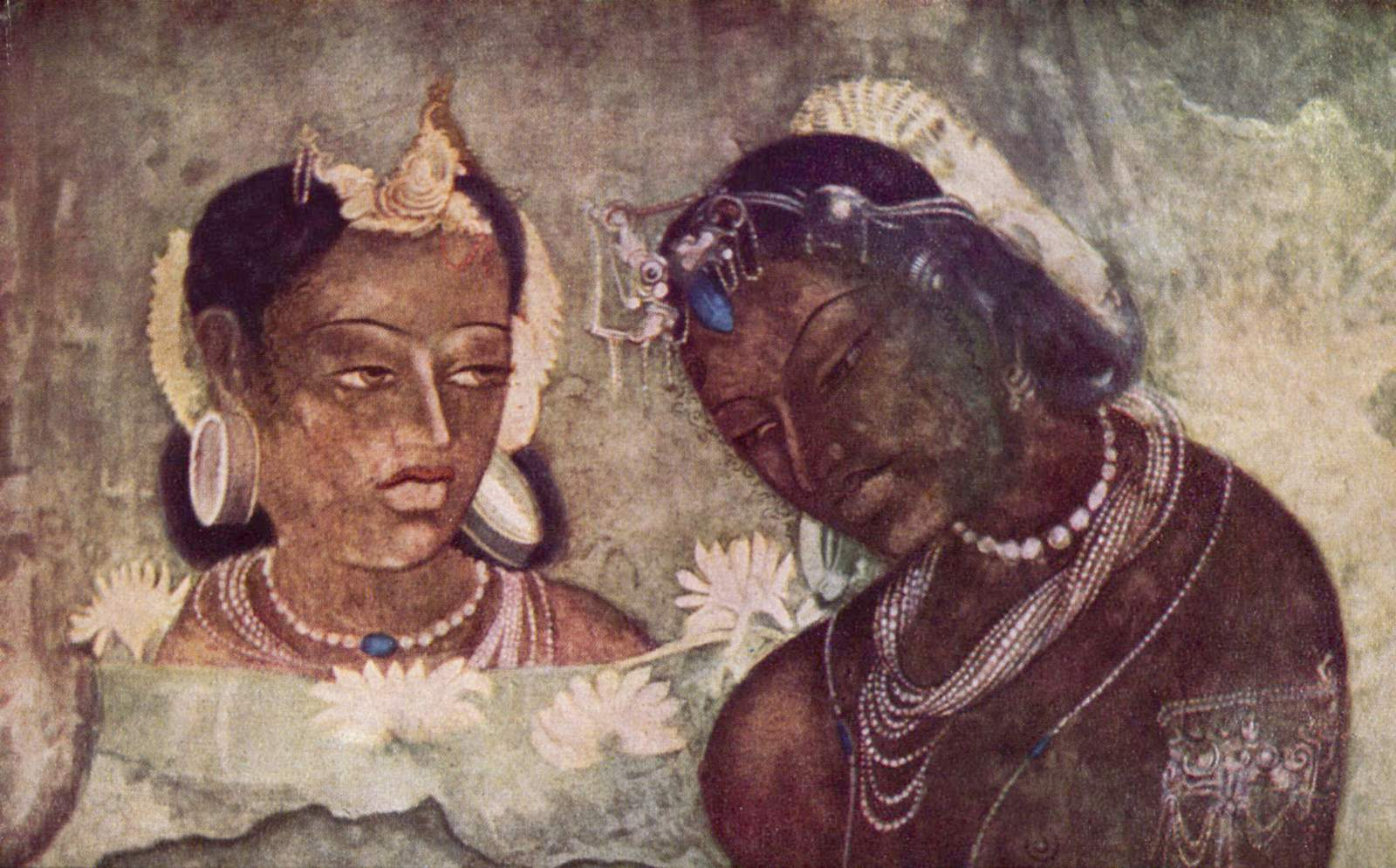
Фрагмент фрески «принцесса и служанка» в храме Аджанты, Индия. 6 век н. э.

Таким образом, говорит Лебон, кастовая система Индии была изначально призвана защитить ариев от смешения с местным населением и тем самым сохранить их культурный уровень, когда арии, уже в период брахманизма, захватили практически весь полуостров Индостан, оказавшись как капля в море среди количественно намного превосходящего их местного населения. Особенно каста «неприкасаемых» была отведена исключительно для местного темнокожего населения.
Буддизм, как отдельный период и цивилизация в истории Индии, Лебон сравнивает с христианством и ставит между ними знак равенства как в отношении биографий Будды и Иисуса, так и в отношении обеих идеологий, проповедовавших любовь и милосердие к ближнему, равенство всех людей, смирение перед внешними условиями бытия и т. д., однако при этом Лебон не решается однозначно дать объяснение идентичности и одновременности существования этих идеологий, лишь называя христианство европейским вариантом буддизма.
Исламские завоеватели за 700 лет своего владычества в Индии успели преобразовать языки Индии, принесли туда исламскую культуру арабов, их политические институты, архитектуру, науки и литературу, которые, благодаря высокой способности цивилизации Индии растворять в себе внешние влияния, в соприкосновении с культурами Индостана сами видоизменились до такой степени, что сегодня мы можем наблюдать в Индии некий сплав обеих культур.

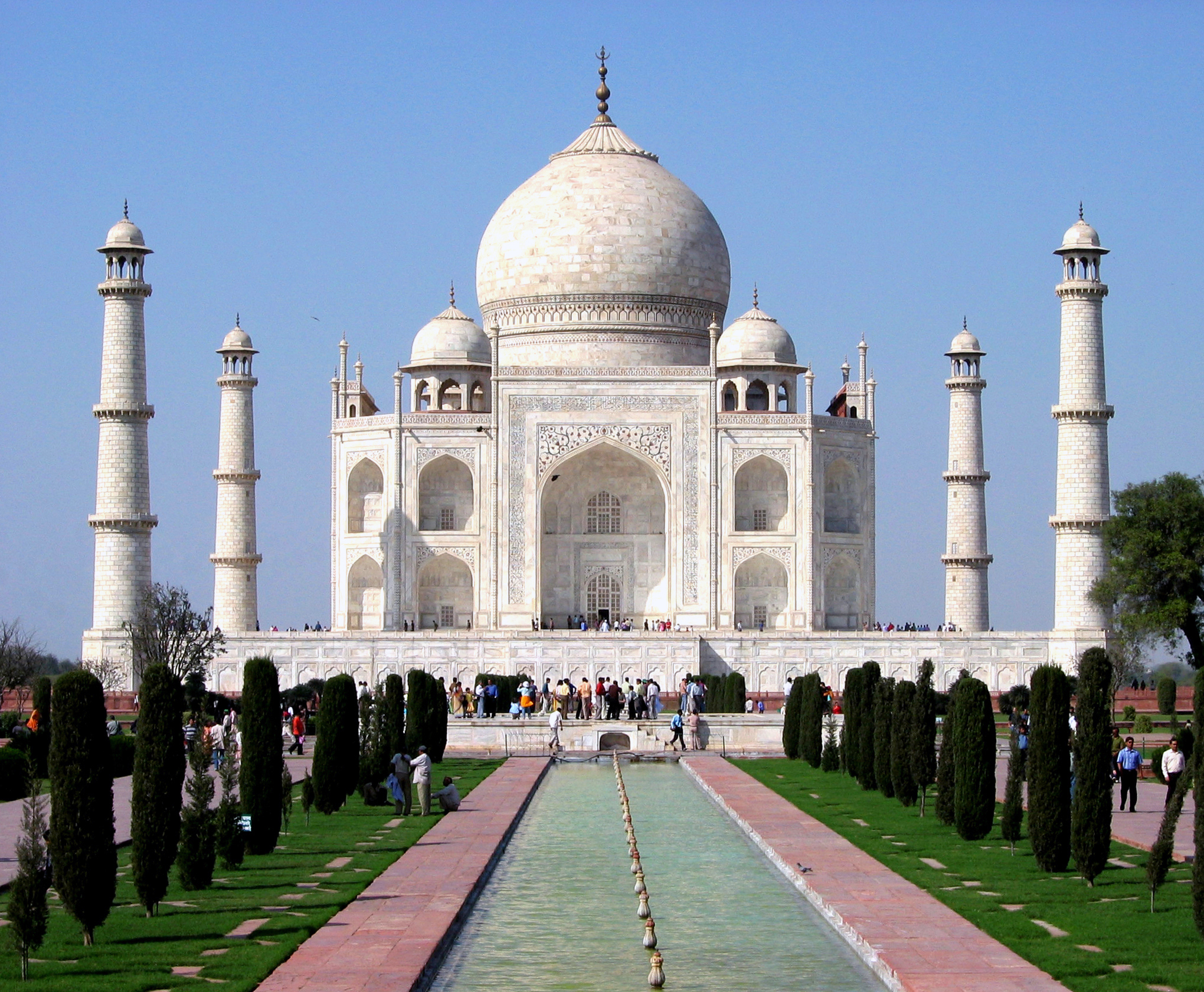
Мавзолей-мечеть Тадж Махал, Агра, Индия

В отношении значения Индии в мировой литературе Лебон указывает, что многие сегодняшние басни европейских и арабских народов имеют свои истоки в Индии. Басни Эзопа могут иметь свои истоки в Индии. Так же и существенная часть арабской «Тысячи и одной ночи» базируется на переработанных арабами индийских легендах.
В целом Лебон характеризует цивилизации Индии как культуры, тендирующие к преувеличению во всем, что можно наблюдать в архитектуре, мифологии, литературе, одежде, кухне и других проявлениях культур Индостана. Ярким признаком цивилизаций Индии Лебон считает отсутствие у них чувства практичности и умеренности, гармонии, упорядочности и ясности.

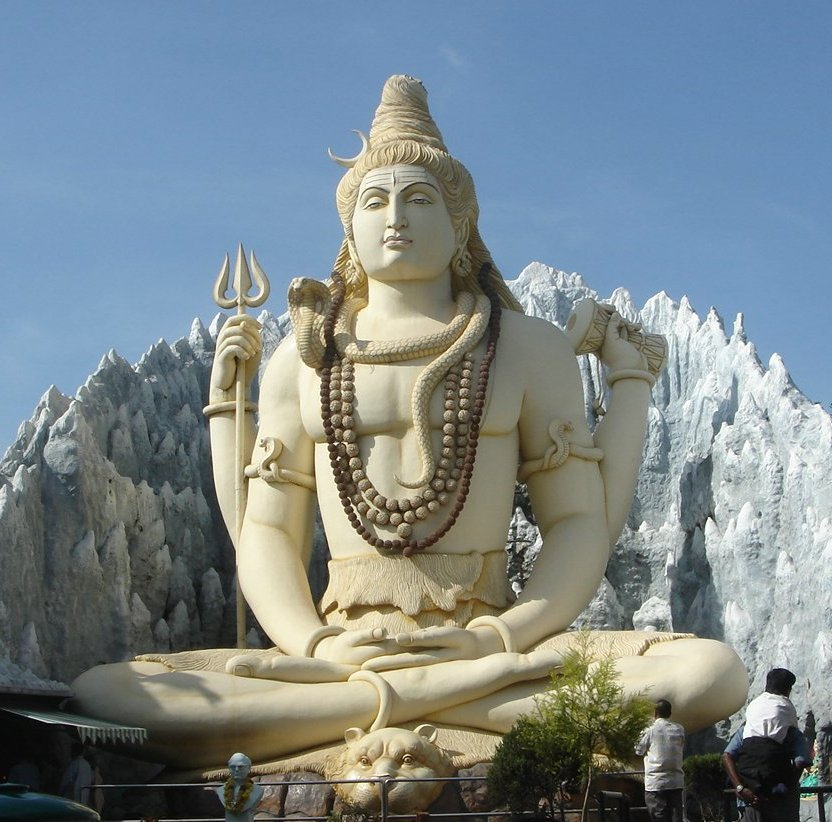
Статуя бога Шивы в Бангалоре, Индия.

Индийским культурам свойственны аффектация, тенденция к величию и пышности форм, смешение реальности и иллюзии; предметы искусства, скульптуры и архитектуры предназначены больше к развлечению и раздражению всех видов чувств, естественность и усредненность уступают всегда место фантастичности, преувеличению и броской выразительности цветов и форм, что отражается не только в архитектуре и скульптуре, но и в литературе, где легенды, боги, вечность переплетаются с людьми, реальностью и конкретными историческими персонажами и событиями.
Единственным достижением цивилизаций Индии, обогнавшим все другие цивилизации мира вплоть до 19-20 веков нашей эры, Лебон называет философскую мысль и абстрактное познание бытия, в том числе познание в категориях относительности, превосходившее Европу вплоть до 19 века. Философию Индии Лебон считает наиболее развитой из всех существовавших, так как даже в Европе философская мысль пришла к понятию относительности вещей на рубеже 19 и 20 веков, обосновав физическую теорию относительности.

## Другие книги автора
- История арабской цивилизации (1884)
- Настоящий конный спорт (1892)
- Психологические законы эволюции народов (1894)
- Психология масс (1895)
- Психология социализма (1898)
- Психология воспитания (1902)
- Эволюция материи (1905)
- Эволюция сил природы (1907)
- Психология революций (1912)
- Психология нового времени (1920)
- Научная база философии истории (1931)

## Похожие труды
- «Столкновение цивилизаций» (Хантингтон)
- «Закат Европы» (Шпенглер)
- «Византизм и славянство» (Леонтьев)
- «Постижение истории» (Тойнби)
- «Этногенез и биосфера Земли» (Гумилёв)
- «Ноосфера» (Вернадский)